# Liparetrus tridentatus
Liparetrus tridentatus är en skalbaggsart som beskrevs av Macleay 1871. Liparetrus tridentatus ingår i släktet Liparetrus och familjen Melolonthidae. Inga underarter finns listade i Catalogue of Life.